# Бабенко, Иван Александрович
Ива́н Алекса́ндрович Бабе́нко (укр. Бабенко Іван Олександрович; 19 октября 1935 года, Киев, Украинская ССР, СССР — 2013 год, Харьков, Украина) — советский и украинский живописец, график, плакатист. Член НСХУ (с 1990 года). Член Союза журналистов Украины. Работал в жанрах портрета, пейзажа, тематической картины, а также натюрморта.

## Биография
Бабенко Иван Александрович родился 19 октября 1935 года в Киеве. В 1966 году он окончил Харьковское государственное художественное училище и стал участвовоть во всесоюзных художественных выставках. Продолжил получать профессиональное образование в Украинском полиграфическом институту имени Ивана Федорова в Львове (ныне Украинская Академия Печати), который окончил в 1972 году. В 1974 году Ивана Александовича приняли в Союз журналистов Украины. По окончании института, начиная с 1972 году был участником республиканских, международных, зарубежных (Чехословакия, Венгрия, Польша и Болгария 1977—1989) художественных выставок.
С 1991 года работал доцентом в Харьковской государственной академии городского хозяйства. В 1966, 1975 и 2000 годах проводились персональные выставки в Харькове, а в 1993 и в Москве.

## Наиболее знаменитые картины
- «Солдатки. 43-й год» 1966 год.
- «В родную бригаду» 1970 год.
- «Портрет доярки» 1977 год.
- «Малая Земля. Комиссар» 1978 год.
- «Обжинки» 1982 год.
- «Портрет Героя Социалистического Труда И. Бабанского» 1983 год.
- «На мирной ниве» 1983—1984 год.
- «Осень под Москвой» 1986 год.
- «Портрет художника М. Середченка» 1987 год.
- «Ожидания. Тысячи девятьсот сорок пять»,"Второй эшелон" 1989 год.
- «Хлебороб» 1989 год.
- «Золотая осень» 1990 год.
- «Портрет профессора» 1990 год.
- «Полевые цветы» 1992 год.
- «Светлый день», «Весна идет» 1994 год.
- «На Полтавщине» 1995 год.
- «Березень» 1996 год.
- «Радостный день. Весна» 1996 год.
- «Вечерний звон» 1999 год. Все его произведения хранятся в Министерстве культуры Украины, Национальном музее города Ейск (РФ)[2].